# Babe Didrikson Zaharias
Babe Didrikson Zaharias (născută Mildred Didrikson; n. 26 iunie 1911, Port Arthur, Texas, SUA – d. 27 septembrie 1956, Galveston⁠(d), Texas, SUA) a fost o atletă americană, medaliată olimpică. A participat la o ediție a Jocurilor Olimpice (1932) în care a câștigat două medalii de aur și o medalie de argint în probele de 80 m garduri, aruncarea suliței și săritura în înălțime.

## Palmares
| An   | Competiție        | Locație                    | Loc | Eveniment    | Note    |
| ---- | ----------------- | -------------------------- | --- | ------------ | ------- |
| 1932 | Jocurile Olimpice | Los Angeles, Statele Unite | 1   | 80 m garduri | 11,7 s  |
| 1932 | Jocurile Olimpice | Los Angeles, Statele Unite | 2   | înălțime     | 1,65 m  |
| 1932 | Jocurile Olimpice | Los Angeles, Statele Unite | 1   | suliță       | 43,68 m |